# L'Accordéoniste
L'Accordéoniste je píseň Édith Piaf napsaná roku 1940 Michelem Emerem.

## Píseň
Píseň vyprácí o prostitutce, která je zamilovaná do akordeonisty. Ten poté musí odejít do války a ona sní o tom, jak spolu budou žít, až se vrátí.
Píseň byla vydána roku 1940 se singlem Escales.

### Česká verze
První česká verze této písně s názvem Harmonikář nazpívala s vlastním textem na svém albu Pocta Edith Piaf česká šansoniérka Marta Balejová. Další verze s českým textem Jiřího Dědečka a stejným názvem nazpívala roku 2003 na svém albu Nelituj Světlana Nálepková.